# Лјеса (Удине)
Лјеса је насеље у Италији у округу Удине, региону Фурланија-Јулијска крајина.
Према процени из 2011. у насељу је живело 109 становника. Насеље се налази на надморској висини од 253 м.